# الحريشية (بني دركول)
الحريشية هو دُوَّار يقع بجماعة تافرانت، إقليم تاونات، جهة فاس مكناس في المملكة المغربية. ينتمي الدوّار لمشيخة بني دركول التي تضم 7 دواوير. يقدر عدد سكانه بـ 352 نسمة حسب الإحصاء الرسمي للسكان والسكنى لسنة 2004.

## روابط خارجية
- البوابة الوطنية للجماعات الترابية
- المندوبية السامية للتخطيط